# Chrám Zesnutí přesvaté Bohorodice (Varna)
Chrám Zesnutí přesvaté Bohorodice je katedrálním chrámem bulharské pravoslavné církve (eparchie Varna – Velika Preslav) v bulharském městě Varna ležícím na pobřeží Černého moře. Chrám stojí na náměstí Cyrila a Metoděje a je jednou z dominant města. Je zasvěcen Zesnutí (Uspenie) přesvaté Bohorodičky. Je postaven v novobyzantském architektonickém stylu.

## Dějiny
Základní kámen chrámu byl položen v roce 1880 prvním vládcem novodobého bulharského státu Alexanderem Battenbergem. K dokončení došlo v roce 1886. První slavnostní liturgie se uskutečnila 30. srpna 1886. V letech 1941 až 1943 byla postavena zvonice vysoká 38 metrů. Ikonostas chrámu zhotovili makedonští mistři z Debaru v roce 1912. Výzdoba chrámu začala v roce 1949 a v 60. letech 20. století byla vyrobena okna z barevného skla. V roce 2002 byla dokončena rekonstrukce kupole katedrály. Došlo k obohacení celé střechy o materiály na bázi zlata a stříbra.